# Psilopsiagon aymara
O Periquito-da-serra (Psilopsiagon aymara) é uma espécie de ave da família Psittacidae.
Pode ser encontrada nos seguintes países: Argentina, Bolívia e Chile.
Os seus habitats naturais são: matagal tropical ou subtropical de alta altitude.